# Petar Nadoveza
Petar Nadoveza (født 9. april 1942, død 19. marts 2023) var en kroatisk fodboldspiller og træner.